# Lobelia lobata
Lobelia lobata är en klockväxtart som beskrevs av Franz Elfried Wimmer. Lobelia lobata ingår i släktet lobelior, och familjen klockväxter. Inga underarter finns listade i Catalogue of Life.